# D-3 (video)

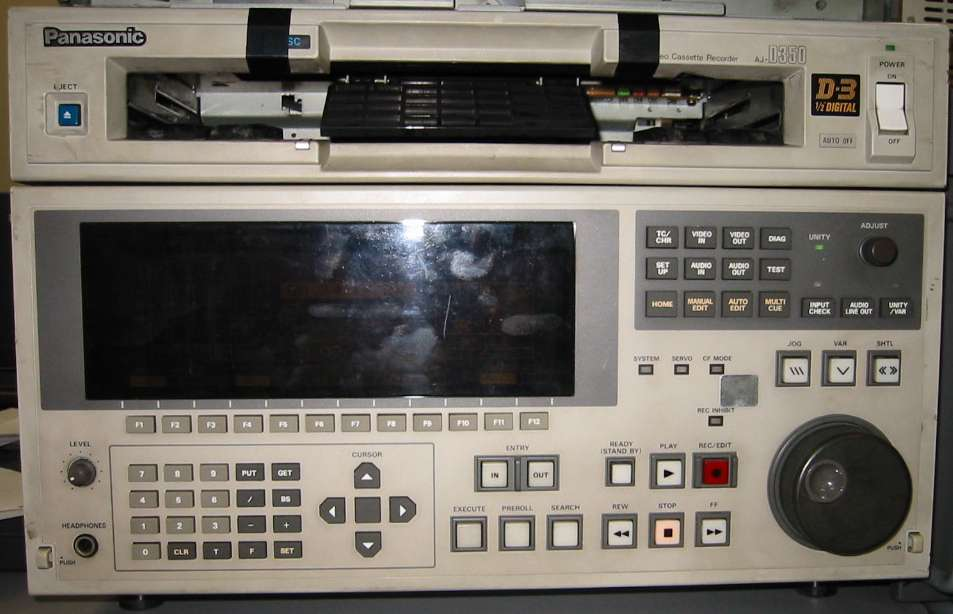
Panasonic AJ-D350 D3 VCR

D-3 o D3 es un formato de videocassette de video digital sin compresión desarrollado por Panasonic a petición de la televisión japonesa NHK. Introducido comercialmente en 1991 para competir con el D-2 de la compañía Ampex además de con los más extendidos magnetoscopios profesionales analógicos. Especialmente con el entonces dominante en el mercado Betacam de Sony. 
Utiliza una cinta de partículas de metal de media pulgada (12,7mm) a una velocidad de 83.88 milímetros por segundo en comparación con los 19mm del D-2 y una velocidad de lectura de 131,7mm/s. Al igual que en el formato D-2 la señal de vídeo se muestrea a cuatro veces la frecuencia de la subportadora de color. Con ocho bits por muestra. Cuatro canales de audio PCM de 48 kHz de 16 a 20 bits y otros datos auxiliares se insertan durante el intervalo de supresión vertical. La tasa de bits que maneja es de143Mbit/s con corrección de errores. Debido a que el códec no tiene pérdidas se ha utilizado en aplicaciones de datos informáticos además de la para grabar vídeo.   
Las videocámaras que utilizaban este formato estaban disponibles al público y en su momento eran las únicas cámaras de vídeo digitales de cinta que utilizan un esquema de codificación sin pérdidas.  
El formato D-5 introducido en 1993 por Panasonic y comercializado como D-5 HD utiliza cintas D-3 pero en un magnetoscopio D-5 la cinta pasa por los cabezales aproximadamente al doble de velocidad que en un aparato D-3 por lo que las grabaciones tienen más calidad pero las casetes almacenan la mitad de tiempo. El transporte D-3 a su vez se deriva del transporte MII.  
Las cintas D-3 / D-5 vienen en tamaño pequeño (161mm × 96mm × 25mm), medio (212mm × 124mm × 25mm), y grandes (casetes de 296mm × 167mm × 25mm). Cada tipo de cinta tiene unos orificios de reconocimiento de formato en la parte interior con los que en aparato las diferencia. La capacidad de las cintas D-3 (fabricadas por la compañía Fujifilm) son típicamente 50, 126 y 248 minutos.  
En España TVE adquirió diversos sistemas D-3 a Panasonic para las olimpiadas de 1992 en Barcelona buscando la gran capacidad de los magnetoscopios D-3 para avanzar/retroceder rápidamente y usarlos en las repeticiones.
Tras las olimpiadas TVE no estaba totalmente satisfecha con los equipos y desestimó su compra definitiva conservando algunos para sus archivos. Panasonic revendió los equipos a Canal Sur TV y otros.
El formato nunca tuvo mucha penetración en el mercado y pronto se vio superado por otros formatos más avanzados, mucho más económicos y fáciles de mantener técnicamente. El gran peso y tamaño del D-3 supuso otro inconveniente que los nuevos formatos no tenían. Panasonic también abandono pronto su desarrollo en favor de su versión el formato DV, el DVCPRO, que pronto tuvo un gran éxito comercial.
En la actualidad el formato D-3 está obsoleto como todos los formatos vasados en magnetoscopios y aunque muchas televisiones tienen archivos antiguos en D-3 hay pocos vídeos funcionando y son difíciles de mantener operativos por la falta de repuestos. En 1990 la BBC embarcó en un gtran proyecto para copiar (repicar) sus cintas de vídeo más viejas a D-3. Las cintas D-3 han resultado inestables y muchas se han degradado. Al ahora digitalizarlas se han dado cuenta de que las máquinas D-3 que conservan difícilmente podrán reproducir las 340,000 cintas D-3 que conservan.